# Trimethylundecenal
Trimethylundecenal is de verkorte naam van 2,6,10-trimethylundec-9-enal , een sterk geurend synthetisch aldehyde dat wordt toegevoegd aan parfumcomposities van hygiëne- en schoonmaakproducten (zeep, bodylotion, shampoo, detergenten). Het heeft een krachtige geur die, mits sterk verdund, omschreven wordt als fris en bloemig, en doet denken aan lelietje-van-dalen of de typische geur van vers linnen. Daardoor is het geschikt als geurstof in wasmiddelen. De zuivere stof is een kleurloze tot lichtgele heldere vloeistof.
Trimethylundecenal is geen officiële INCI-naam. De stof is ook bekend als adoxal (een merknaam van Givaudan) of farenal (merknaam van Symrise).